# Utena (ville)
Pour les articles homonymes, voir Utena.
Utena (en polonais : Uciana ; en russe : Утяна ; en allemand : Uzjany) est une ville du nord-est de la Lituanie, centre administratif de l'apskritis d'Utena et de la municipalité du district d'Utena.

## Histoire
La première mention d'Utena date de 1261. 
L'Allemagne a occupé Utena de 1915 à 1918, jusqu'à ce que les Soviétiques prennent le relais.
En juin 1919, Utena est devenue un centre de district dans la Lituanie indépendante.
En 1941, environ 2 000 Juifs ont été arrêtés dans la ville, qui était alors sous l'occupation nazie, et fusillés dans la forêt de Rašė à environ 2 km au nord.

## Personnalités
- Bernard Lown (1921–2021), cardiologue, militant pour la paix y est né.
- Dainius Kairelis (1979), coureur cycliste y est né.
- Simona Krupeckaitė (1982), coureuse cycliste y est né.
- Jonas Valančiūnas (1992), joueur de basket-ball y est né.
- Ingrida Musteikienė (1993), fondeuse y est né.

## Économie
La ville est célèbre pour sa bière Utenos Alus (en).

## Population
- 1990 - 35 200
- 2005 - 33 890

## Honneur
L'astéroïde (202704) Utena porte son nom.